# Fake Names (álbum)
Fake Names es el álbum debut del supergrupo de punk Fake Names, lanzado el 8 de mayo del 2020 por el sello Epitaph Records.

## Historia
La banda se fundó a inicios de 2016 en Nueva York, por Brian Baker (Minor Threat, Dag Nasty, Bad Religion) y Michael Hampton (SOA, Embrace, One Last Wish). Tras un ensayo de ambos, reclutaron a un compañero de clase de primaria: Johnny Temple (Girls Against Boys, Soulside). Más tarde, ese mismo año, en el "Riot Fest" de Chicago, le propusieron al músico sueco Dennis Lyxzén (Refused, The (International) Noise Conspiracy, INVSN) unirse como cantante, completando así la formación. El grupo debutó en vivo en Brooklyn en enero del 2019.
En marzo del 2020, –como adelanto al álbum homónimo– fue lanzada la canción "Brick", junto a un videoclip. El 30 de junio fue estrenado el videoclip de "All for Sale".
El 25 de enero de 2021, Lyxzén anunció que la banda está grabando nuevo material a distancia.

## Lista de canciones
| N.º | Título              | Duración |  |
| 1.  | «All for Sale»      | 2:46     |  |
| 2.  | «Driver»            | 2:26     |  |
| 3.  | «Being Them»        | 3:03     |  |
| 4.  | «Brick»             | 1:43     |  |
| 5.  | «Darkest Days»      | 3:24     |  |
| 6.  | «Heavy Feather»     | 2:45     |  |
| 7.  | «First Everlasting» | 2:48     |  |
| 8.  | «This Is Nothing»   | 3:21     |  |
| 9.  | «Weight»            | 3:03     |  |
| 10. | «Lost Cause»        | 2:29     |  |

## Créditos
| Banda - Dennis Lyxzén – voces, producción - Brian Baker – guitarras, coros, producción - Michael Hampton – guitarras, coros, producción, mezcla - Johnny Temple – bajo, producción Músicos adicionales - Matt Schulz – batería, percusión | Producción - Geoff Sanoff – grabación - Mark Goodell – grabación (adicional) - Sohrab Habibion – grabación (adicional) - Geoff Sanoff – mezcla - Jason Livermore – masterización - Dale Nixon – fotografía - Monica Hampton – fotografía - Sara Almgren – fotografía - Tim Sternberg – fotografía - Kate Hoos – fotografía (portada) - Jason Farrell – artwork |